# فلسفة اجتماعية
الفلسفة الاجتماعية هي الدراسة الفلسفية للأسئلة المتعلقة بالسلوك الاجتماعي، خاصة الإنساني منه.
تتطرق الفلسفة الاجتماعية للعديد من المواضيع، من الآراء الفردية إلى شرعية القوانين، من العقد الاجتماعي إلى شروط الثورة، من وظائف الأفعال اليومية إلى تأثيرات العلم على الحضارة.

## تخصصات فرعية
الفلسفة الاجتماعية حقل يقوم على محاولات لفهم أنماط الاتجاهات في المجتمعات. وهو حقل واسع يحوي العديد من التخصصات الفرعية.
غالبا ما يكون هناك تداخل كبير بين المسائل التي تعالجها الفلسفة الاجتماعية والأخلاقية. هناك أيضا أشكال أخرى من الفلسفة الاجتماعية تشمل الفلسفة السياسية وكذلك الفقهية.
فلسفة اللغة ونظرية المعرفة الاجتماعية هي الفروع التي تتداخل في نواح هامة مع الفلسفة الاجتماعية.